# Комсомольський (Октябрський район)
Комсомо́льський (рос. Комсомольский) — селище у складі Октябрського району Ханти-Мансійського автономного округу Тюменської області, Росія. Входить до складу Малоатлимського сільського поселення.
Населення — 391 особа (2010, 444 у 2002).
Національний склад станом на 2002 рік: росіяни — 84 %.